# Traité de Pretoria

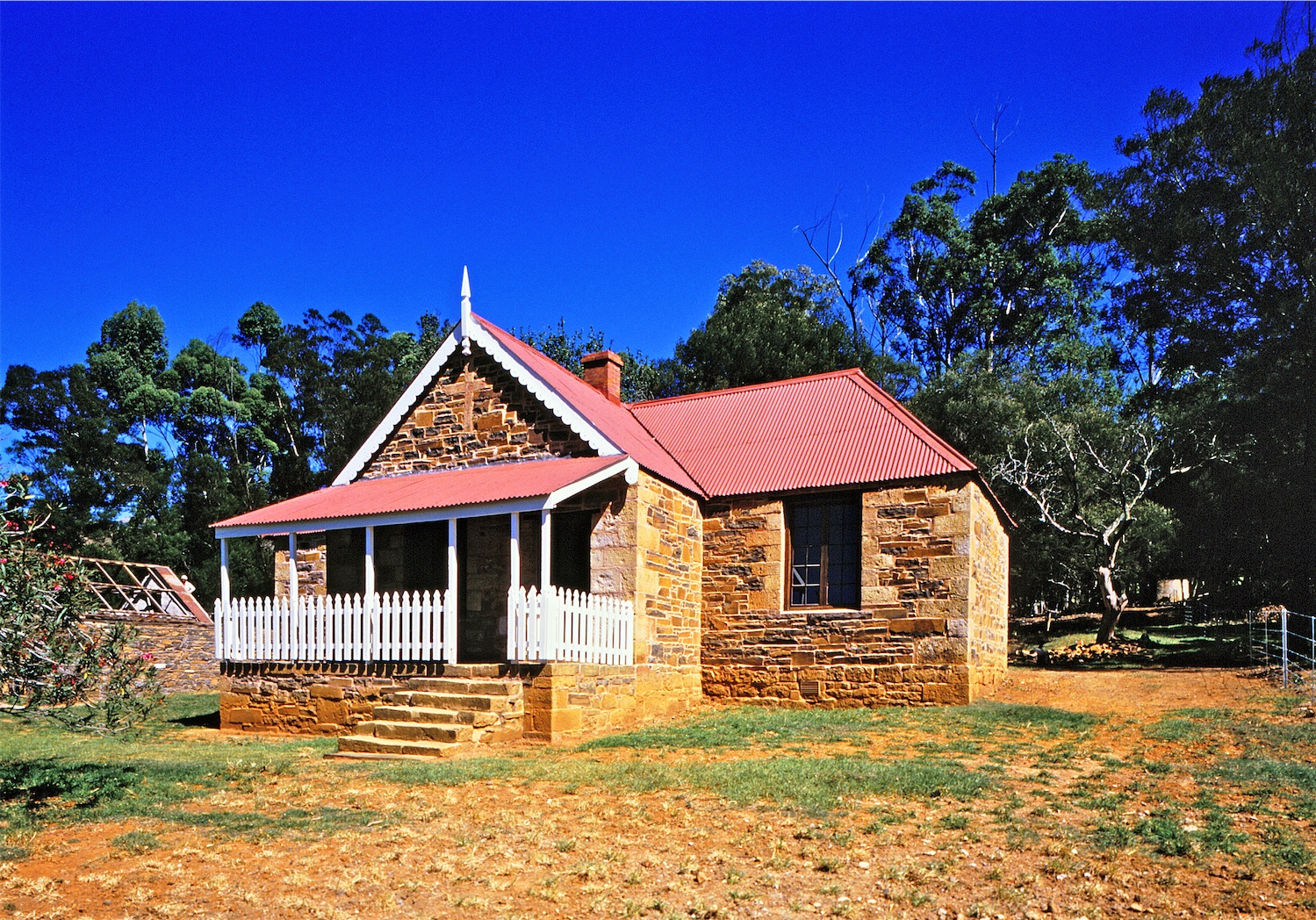
O'Neal Cottage, à flanc de Majuba

Le traité de Pretoria ou convention de Pretoria met fin à  la première guerre des Boers en Afrique du Sud, qui s'est déroulée du 16 décembre 1880 au 23 mars 1881 entre le Royaume-Uni et la république boer du Transvaal. Il est signé le 3 août 1881 et ratifié trois mois après par le Volksraad. Il fait suite au traité de paix signé le 23 mars 1880 à O'Neal Cottage, à proximité de Majuba, consacrant la fin des hostilités.
Par les termes de ce traité, la république sud-africaine du Transvaal retrouve son indépendance, sous souveraineté britannique formelle. Le traité de Londres lui succède en 1884.